# Micragrotis semicirculosa
Micragrotis semicirculosa là một loài bướm đêm trong họ Noctuidae.